# Новая Нива (Слуцкий район)
Новая Нива — деревня в Бокшицком сельсовете Слуцкого района Минской области Республики Беларусь.

## История
Точная дата основания неизвестна. В 1941 году Новая Нива и близлежащие населённые пункты были оккупированы нацистской Германией. В 1944 году Новая Нива и близлежащие населённые пункты вернулись под контроль СССР.
После развала СССР многие жители деревни уехали в Слуцк.

## Население
По данным перепеси населения Беларуси за 2009 год население деревни Новая Нива составляет 23 человека.

## География
В деревне всего одна улица — Надречная.
Расстояние до города Слуцка по прямой составляет 11 километров, по трассе Слуцк — Минск 13 километров, а до города Минска составляет 89 километров по прямой, а по трассе Слуцк — Минск 106 километров.